# Maria Luiza Montesinos Orduña
Maria Luiza Montesinos Orduña, Maria Luisa Montesinos Orduña (ur. 3 marca 1901 w Walencji, zm. 28 stycznia 1937 w Picassent) – hiszpańska błogosławiona Kościoła katolickiego.

## Życiorys
Urodziła się 3 marca 1901 roku i została ochrzczona dwa dni później. Mając 6 lat, w dniu 18 marca 1907 roku otrzymała sakrament bierzmowania, w kościele św. Andrzeja Apostoła. Kształciła się w szkole religijnej, a później uczyła dzieci katechizmu. Przystąpiła do Akcji Katolickiej. Poniosła śmierć męczeńską wraz z ojcem, siostrą, ciotką i dwoma braćmi. Padła ofiarą antykatolickich prześladowań religijnych okresu wojny domowej w Hiszpanii.
Marię Luizę Montesinos Orduñę beatyfikował Jan Paweł II w dniu 11 marca 2001 roku jako męczennicę zamordowaną z nienawiści do wiary (łac. odium fidei) w grupie 232 towarzyszy Józefa Aparicio Sanza.